# Aubertita
L'aubertita és un mineral de la classe dels sulfats que pertany i dona nom al grup de l'aubertita. Va ser descoberta l'any 1978, i rep el seu nom del geofísic francès J. Aubert (1929-).

## Característiques
L'aubertita és un sulfat hidratat de coure i alumini, de fórmula química Cu²⁺Al(SO₄)₂Cl(H₂O)₁₂·2H₂O. Cristal·litza en el sistema triclínic i la seva duresa a l'escala de Mohs oscil·la entre 2 i 3.
Segons la classificació de Nickel-Strunz, la l'aubertita pertany a «07.DB: Sulfats (selenats, etc.) amb anions addicionals, amb H₂O, amb cations de mida mitjana només; octaedres aïllats i unitats finites» juntament amb els següents minerals: magnesioaubertita, svyazhinita, khademita, rostita, jurbanita, minasragrita, ortominasragrita, anortominasragrita, bobjonesita, amarantita, hohmannita, metahohmannita, aluminocopiapita, calciocopiapita, copiapita, cuprocopiapita, ferricopiapita, magnesiocopiapita i zincocopiapita.

## Formació i jaciments
Es troba a les zones oxidades dels dipòsits de coure. Sol trobar-se associada a altres minerals com: copiapita, botriògen, amarantita, parabutlerita i metahohmannita. La seva localitat tipus és la mina Queténa, a Chuquicamata (Antofagasta, Xile). També se n'ha trobat a l'Argentina, Grècia, Itàlia i el Perú.

## Grup de l'aubertita
El grup de l'aubertita està integrat per tres espècies minerals:
| Espècie           | Fórmula                            |
| ----------------- | ---------------------------------- |
| Aubertita         | CuAl(SO₄)₂Cl·14H₂O                 |
| Magnesioaubertita | (Mg,Cu)Al(SO₄)₂Cl·14H₂O            |
| Svyazhinita       | (Mg,Mn2+,Ca)(Al,Fe3+)(SO₄)₂F·14H₂O |